# Глубокий (Ставропольский край)
Глубо́кий — хутор в Советском районе (городском округе) Ставропольского края Российской Федерации. 

## Варианты названия
- Магна[2].

## География
Расстояние до краевого центра: 185 км. Расстояние до районного центра: 21 км.

## История
До 1 мая 2017 года входил в упразднённый Правокумский сельсовет).

## Население
| 1925 | 1989 | 2002 | 2010 | 2014 | 2021 |
| ---- | ---- | ---- | ---- | ---- | ---- |
| 122  | ↘84  | ↗109 | ↘49  | ↗60  | ↘43  |

По данным переписи 2002 года, в национальной структуре населения русские составляли 29 %, грузины — 71 %.